# Karl-Theodor zu Guttenberg
Karl-Theodor Maria Nikolaus Johann Jacob Philipp Franz Joseph Sylvester Buhl-Freiherr von und zu Guttenberg, poznat kao Karl-Theodor zu Guttenberg, bio je njemački političar. Rođen je u Münchenu, 5. prosinca 1971. godine.
2009. godine postao je savezni ministar gospodarstva i tehnologije, a osam mjeseci kasnije savezni ministar obrane. Do 2011. godine slovio je za jednog od najpopularnijih njemačkih političara. 
Nakon što mu je sveučilište u Bayreuthu radi plagijata u doktorskoj dizertaciji oduzelo doktorat odlučio je 28. veljače 2011. podnijeti ostavku. 3. ožujka 2011. službeno je razriješen dužnosti ministra obrane te je istog dana podnio ostavku i na mjesto člana Bundestaga. 
Njegova supruga Stephanie zu Guttenberg je prapraunuka prvog njemačkog kancelara Otta von Bismarcka.
Guttenbergova majka Christiane zu Eltz, članica je obitelji Eltz. Njezin otac je bio Jakob von und zu Eltz, koji je nakon proglašenje odluke o nezavisnosti Republike Hrvatske bio aktivan u hrvatskoj politici.